# 21104 Sveshnikov
21104 Sveshnikov este o planetă minoră (asteroid), cu un diametru de 3,614 km, din Mars-crossing asteroid⁠(d). A fost descoperită pe 8 august 1992 la observatoire de la Côte d'Azur⁠(d) de Eric Walter Elst. 
Obiectul prezintă o orbită caracterizată de o semiaxă mare de 2,3415048 UAi, o excentricitate de 0,3, o înclinație de 21,35113 ° în raport cu ecliptica.